# Sudermarpolder
De Sudermarpolder (ook: Zuidermeerpolder) is een natuurgebied tussen de Middelweg en de Zuiderdijk ten zuidoosten van Stavoren in de provincie Friesland. Het gebied is een voormalige droogmakerij op kleigrond en is voor het grootste deel in bezit van It Fryske Gea.
Bij de plekken waar nog zout kwelwater omhoog komt groeien zoutminnende graslandplanten. In de sloten groeien zwanenbloem en de zannichellia. Het open graslandgebied met langs de dijk een brede vaart met rietkragen is een broedgebied voor weidevogels, ’s winters zit het vaak vol met ganzen. Kritische vogelsoorten als tureluur en veldleeuwerik komen hier tot broeden. De polder wordt gebruikt als foerageergebied voor overwinterende en trekkende vogels als grauwe gans, kolgans, brandgans, smient, goudplevier en wulp.
De Sudermarpolder grenst aan de Dyksfeart. Van de Dyksfeart tussen Reaklif en Stavoren is een vrij breed stuk eigendom van It Fryske Gea. In de rietzoom langs de kant komt echte heemst voor. Bij harde wind zoeken de aalscholvers van het IJsselmeer beschutting in de brede stukken van de Dyksfeart. 
Aeltsjemar
· De Alde Feanen
· Bakkeveense Duinen
· Bancopolder
· Bekhofschaans
· Bjirmen
· Blauhúster Puollen
· Bocht fan Molkwar
· Botmar
· Bouwepet
· Buismans Einekoai
· Bûtenfjild
· Van Coehoornbosk
· Delleboersterheide
· Diakonieveen
· Dobbe Stienser Aldlân
· Dobben Hurdegarypsterwarren
· Dunegeaster- en Follegeasterpolder
· Dyksfearten
· Eanjumerkolken
· Easterskar
· Einekoai Piaam
· Einekoaien Lytse Geast
· De Fluezen
· Grikelân en Turkije
· Grutte Wielen
· Heide Hulstreed
· De Hon
· Huitebuersterbûtenpolder
· Joodse begraafplaats Tacozijl
· Joodse begraafplaats Noordwolde
· Kapellepôle
· Ketelermar
· Ketliker Skar
· Kobbelân
· Lendebos
· Lindevallei
· Liphústerheide
· Makkumersúdmar
· Makkumerwaarden
· Mandefjild
· Martenastate
· Meulebos
· Meulereed
· Mokkebank
· Mûntsebuorsterpolder
· Noard-Fryslân Bûtendyks
· 't Oerd
· Ottema Wiersma reservaat
· Park Huize Olterterp
· Park Jongemastate
· Peazemerlannen
· Petgatten De Feanhoop
· Polders Koarnwert
· Ringwiel
· Rysterbosk
· De Ryp
· Schaopedobbe
· Séfonsterpolder
· Sippen-finnen
· Skiedingsboskje
· Slachtedyk
· Steile Bank
· Stokersdobbe
· Sudermarpolder
· Syp Set
· Taconisbosk
· Tsjongerwâlen
· Teroelster Sipen
· Unlân fan Jelsma
· Van Asperen einekoaien
· Warkumermar
· Warkumerwaard
· 't West
· Wilhelmina-oard
· Ychtenerfeanpolder